# Institut Politècnic Nacional de Mèxic
L'Institut Politècnic Nacional de Mèxic (IPN) és una institució pública mexicana d'investigació i educació a nivells batxillerat, pregrau i postgrau, fundada l'1 de gener de 1936 durant el govern del president Lázaro Cárdenas del Rio. L'IPN, conegut popularment com el Politécnico o el Poli, va ser fundat seguint els ideals revolucionaris en la reconstrucció del país, buscant donar educació professional a les classes més desprotegides en aquell temps, a més de ser un impuls per al desenvolupament industrial i econòmic del país, així com una institució que tingués una funció noble d'ajudar en les necessitats de la població mexicana.
L'IPN és una de les institucions educatives més prestigioses i importants de Mèxic amb una població estudiantil de més de 150.000 alumnes en els seus 271 programes educatius impartits en 81 unitats acadèmiques, malgrat que les característiques dels seus alumnes ha canviat i millorat, no deixa de ser un auxili a les classes socials més desprotegides tant en l'educació com en la satisfacció de la demanda social del poble mexicà.
És una institució líder i avantguardista en la formació de tècnics i professionals en els camps de l'administració, la ciència, l'enginyeria i les noves tecnologies.

## Història

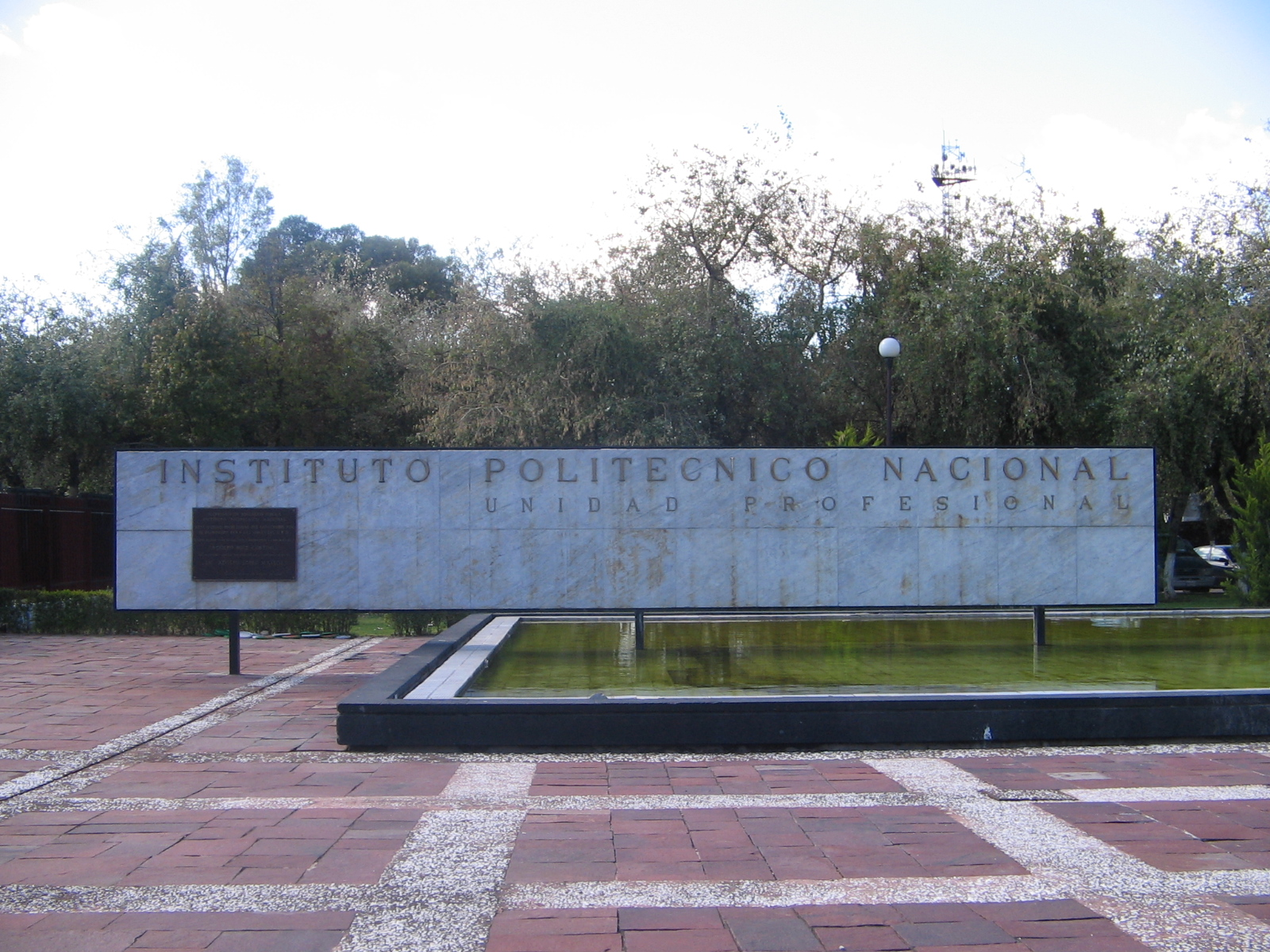
Placa a la Unitat Professional "Adolfo López Mateos"

Fundat l'u de gener de 1936, mesos abans d'iniciar-se el règim del general Lázaro Cárdenas, l'Institut Politècnic, conegut popularment com a Poli, representa de manera transparent l'intent dels governs hereus de la Revolució Mexicana de crear un ensenyament aplicat i socialment útil, que contribuís al desenvolupament industrial del país. En aquest sentit, sorgeix enfrontat a la Universitat Nacional Autònoma de Mèxic, considerada com a reaccionària i elitista. Cal entendre que l'autonomia universitària, conquerida uns anys abans (1929), pot ser vista com una manera de barrar el pas a la ideologia revolucionària. Un dels conservadors capdavanters d'aquesta maniobra fou José Vasconcelos.
En principi, l'ensenyament al Poli era exclusivament tècnic, en el sentit més estricte del mot. De mica en mica, però, i a mesura que la ideologia liberal de la Revolució s'afeblia, el perfil del Politècnic es va anar desdibuixant. El nucli principal segueix essent, sens dubte, les enginyeries, però han sorgit altres disciplines com les ciències o l'economia que el converteixen en competidor directe de la Universitat Nacional.
El campus original de l'Institut Politècnic fou el Casco de Santo Tomás, una vella hisenda abandonada als afores de la Ciutat de Mèxic. Avui ha estat absorbida per la megalòpolis i fins i tot podríem dir que és a prop del centre. Al començament dels anys seixanta fou inaugurada una nova seu, moderna i funcional, a Zacatenco, una altra vella hisenda, al nord de la ciutat. Actualment ambdós campi funcionen simultàniament i amb plena ocupació.

## Estructura i oferta acadèmica
A finals de 2009, el Poli comptava amb poc més de 150.000 estudiants. D'ells, el 40% són adolescents. És a dir, a les "prevocacionales" (de 12 a 14 anys), i a les "vocacionales" (de 15 a 17 anys). Originàriament les "vocas" foren concebudes per a donar un capacitació tècnica de curta durada en la qual no calguessin els estudis aprofundits. Es preparava als alumnes per a exercir oficis com ara fuster, lampista o mecànic. Avui en dia, però, les "vocacionales" han derivat vers un batxillerat estàndard.
Al nivell pròpiament professional, l'IPN ofereix 271 carreres, que es poden cursar a prop de les 81 "escoles superiors" o a altres centres equivalents. Els seus estudis són oficialment reconeguts, igual que els d'altres universitats. A més, el Poli du a terme una importantíssima tasca de recerca científica i tècnica a diversos instituts especialitzats. Un lloc destacadíssim l'ocupa el CINVESTAV, Centro de Investigación y Estudios Avanzados, on hi treballa un nombre important dels científics mexicans, i d'altres, a primer nivell mundial, d'arreu del món. D'aquest centre de recerca formà part, a finals dels anys seixanta, el matemàtic català Carles Perelló. Les instal·lacions del CINVESTAV es troben també a Zacatenco.

## Mobilitzacions d'estudiants
Els estudiants politècnics, los burros blancos, han protagonitzat importantíssims moviments reivindicatius, al llarg de la seva història. Els més importants són potser el de 1954 en contra de l'alça de les tarifes del transport públic. El de 1956 en resposta al tancament de l'internat per estudiants de pocs recursos, i, el 1967, en solidaritat contra la clausura de l'escola "Hermanos Escobar" a Chihuahua, al nord del país. Tots ells han de ser vists com a antecedents fonamentals del gran moviment de 1968, en el qual el politècnics jugaren un paper central.
De fet la magnitud i la força d'aquest moviment estudiantil, sense precedents, s'explica, entre altres coses, perquè que va ser el primer (i fins avui, l'únic) en el qual politècnics i universitaris anaren plegats. Fins aleshores, pels universitaris, el politècnics eren "gent del nord" (de la ciutat), pobres, vulgars i ignorants. Per als politècnics, els universitaris eren "del sud", burgesos i "fresas" (carrinclons). Aquell any les coses, és a dir la visió recíproca, canvià.